# Жара (пісня)
Жара (укр. Спека) — пісня російської співачки Інстасамки, випущена 17 березня 2023 року на лейблі Gamma Music та NaMneCash Music. Пісня про те, «як артистка не рахує гроші, допомагає мамі та сяє на білбордах», пише хіп-хоп-портал The Flow.

## Відгуки критиків
Олексій Мажаєв з InterMedia поставив пісні оцінку 4 із 10. Олексій назвав текст пісні примітивним: «Інстасамка зазвичай описує своє розкішне життя, згадує бренди і хвалиться заробітками, використовуючи найочевидніші рими [...] Під передбачувані біти звучить голос, який якщо чим і примітний, то нахабством і самовпевненістю».

## Чарти

### Щоденні чарти
| Чарт (2023)                   | Вища позиція |
| ----------------------------- | ------------ |
| Росія (Яндекс.Музика)         | 7            |
| Росія (Apple Music)           | 13           |
| Москва (Apple Music)          | 7            |
| Санкт-Петербург (Apple Music) | 5            |
| Світ (VK Музыка)              | 5            |
| Росія (МТС Мюзик)             | 2            |
| Росія (YouTube Music)         | 3            |